# Andalo
Andalo is een gemeente in de Italiaanse provincie Trente (regio Trentino-Zuid-Tirol) en telt 1018 inwoners (31-12-2004). De oppervlakte bedraagt 9,8 km², de bevolkingsdichtheid is 104 inwoners per km².

## Demografie
Andalo telt ongeveer 401 huishoudens. Het aantal inwoners steeg in de periode 1991-2001 met 2,1% volgens cijfers uit de tienjaarlijkse volkstellingen van ISTAT.
| Jaar | Inwoneraantal |
| ---- | ------------- |
| 1991 | 994           |
| 2001 | 1015          |

## Geografie
De gemeente ligt op ongeveer 1040 m boven zeeniveau.
Andalo grenst aan de volgende gemeenten: Fai della Paganella, Cavedago, Molveno, Zambana, San Lorenzo in Banale, Terlago.